# Eugen Slivca
Eugen Slivca (n. 13 iulie 1989) este un fotbalist moldovean care evoluează pe postul de mijlocaș la clubul FC Milsami Orhei în Divizia Națională.
În octombrie 2014, în urma unei bătăi generale care a avut loc în meciul amical dintre echipele Veris Chișinău și Milsami Orhei, Eugen Slivca a fost lovit cu piciorul în față și s-a ales cu o comoție cerebrală și nasul rupt.

## Palmares
- Divizia Națională (1): 2014/2015
- Supercupa Moldovei

Finalist (1): 2015